# Heidebach (Mangfall)
Der Heidebach ist ein rechter Zufluss der Mangfall  in Oberbayern.
Er entsteht bei Weyarn in Oberbayern südlich unterhalb des Klosters Weyarn. Zunächst durchfließt er zwei Weiher, um nach kurzem westwärtigem Lauf von rechts in die Mangfall zu münden.